# 예스코 사건
예스코 사건은 옛 파견법 하에서 불법파견노동자의 기간제 근로계약에 대해 2년 이상 근로하면 직접고용한 것으로 간주되는지에 대한 사건이다. 해당 두 직원은 도시가스 공급업체 예스코에 파견되어 일한 근로자로 마지막 2년은 직접고용되고, 이전에는 회사를 옮겨다니며 처음에는 파견노동자로, 다음에는 도급 노동자로 비정규직으로 일했다. 대법원은 두 노동자의 손을 들어주어 파기환송심에서 조정 결정을 통해 복직하였다. 한겨레21은 이를 2008 올해의 판결으로 선정했고 성평등 디딤돌상을 받았다.